# Achnatherum inebrians
Achnatherum inebrians là một loài thực vật có hoa trong họ Hòa thảo. Loài này được (Hance) Keng mô tả khoa học đầu tiên năm 1957.